# Jason Spagnuolo
Jason Felice Spagnuolo (* 2. August 1984 in Adelaide) ist ein ehemaliger australischer Fußballspieler.

## Karriere
Spagnuolo spielte von 2004 bis 2006 für den MetroStars SC in der South Australian Premier League. Anfang 2006 erhielt er erstmals einen Kurzzeitvertrag bei Adelaide United und kam bei dieser Gelegenheit zu seinem Profidebüt in der A-League. Zur Saison 2006/07 unterschrieb er einen festen Vertrag bei Adelaide und etablierte sich in der Mannschaft. Er erreichte mit dem Team das Meisterschaftsfinale 2007, unterlag dort aber Melbourne Victory mit 0:6 und wurde erst beim Stand von 0:4 eingewechselt. Spagnuolo wurde nach dieser Saison klubintern als bester Spieler der Saison als Club Champion ausgezeichnet.
Wegen des Erreichens des Meisterschaftsfinals, startete Adelaide in der AFC Champions League 2008 und erreichte dabei als erster australischer Verein das Finale. Dort verlor man gegen den japanischen Klub Gamba Osaka mit 0:5 in der Addition. Wenige Monate später nahm Spagnuolo mit Adelaide an der Klub-WM 2008 teil und wirkte dabei im Auftaktspiel gegen Waitakere United mit.
Bereits im November 2008 wurde bekannt, dass Spagnuolo seinen ursprünglich bis 2010 laufenden Vertrag zum Ende der Saison 2008/09 auflösen ließ, da er mit seinen Einsatzzeiten nicht mehr zufrieden war. Ende Dezember 2008 unterzeichnete er für die beiden kommenden Spielzeiten einen Vertrag beim neu gegründeten A-League-Team North Queensland Fury. Mit North Queensland verpasste er in den folgenden beiden Spielzeiten jeweils den Einzug in die Play-offs, 2011 wurde dem Klub nach anhaltenden Finanzproblemen die Lizenz wieder entzogen. Spagnuolo spielte in der Folge wieder für Adelaide City und erreichte mit dem Team das Meisterschaftsfinale 2011, in dem man gegen die Adelaide Blue Eagles nach Elfmeterschießen unterlag. Anschließend entschied sich Spagnuolo zur Beendigung seiner Fußballerlaufbahn, um sich mehr auf seinen Beruf als Immobilienmakler zu konzentrieren.